# Ferrari GTC4Lusso

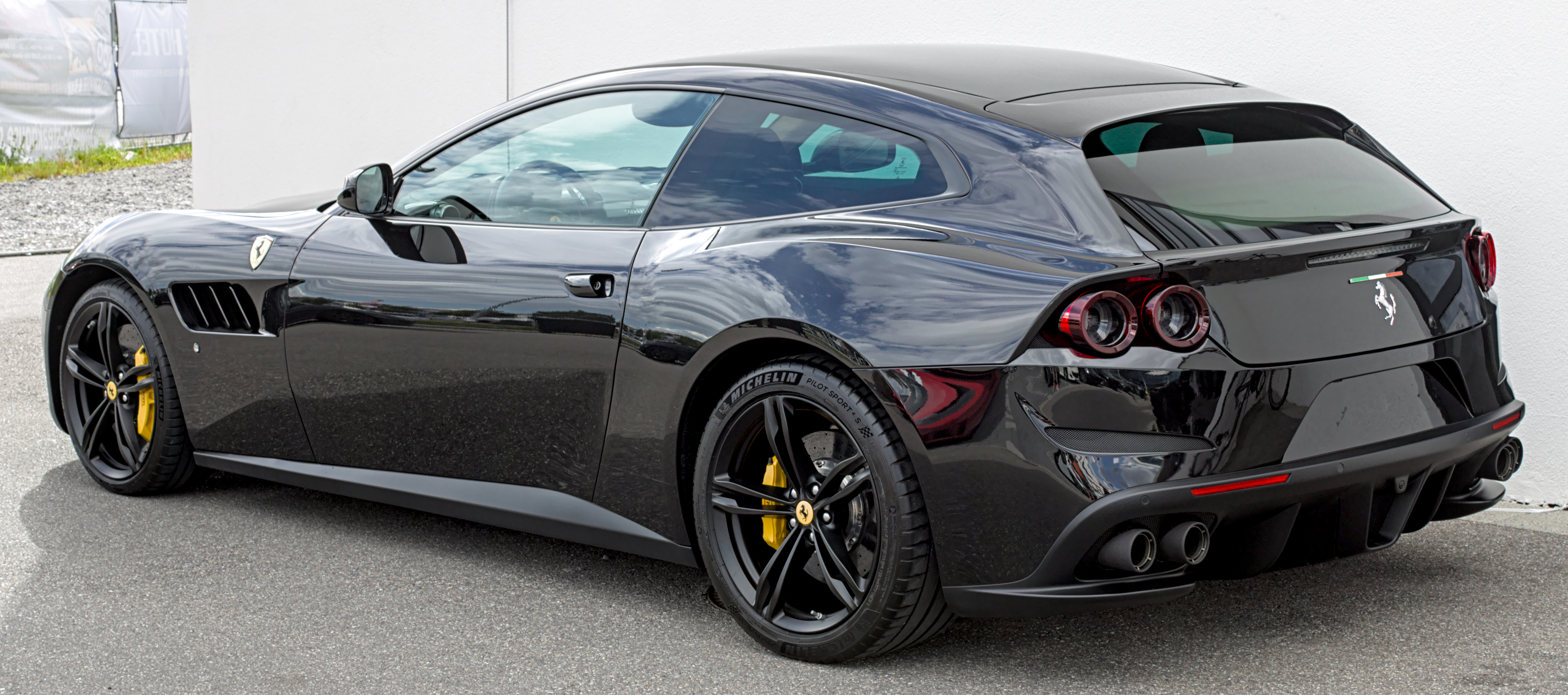
Heckansicht

Der Ferrari GTC4Lusso ist ein Gran Turismo Shooting Brake des italienischen Sportwagenherstellers Ferrari. Das Fahrzeug wurde der Öffentlichkeit am 8. Februar 2016 vorgestellt. Seine Messepremiere fand auf dem Genfer Auto-Salon 2016 statt.
Zur Markteinführung im Frühjahr 2016 war nur der aus dem Vorgängermodell FF bekannte, 6,3 Liter große V12-Ottomotor verfügbar. Dieser leistet im GTC4Lusso 507 kW (690 PS). Die Höchstgeschwindigkeit des Wagens gibt Ferrari mit 335 km/h an, er soll in 3,4 Sekunden von 0 auf 100 km/h beschleunigen.
Auf dem Pariser Autosalon 2016 präsentierte Ferrari den GTC4Lusso T mit dem aus dem 488 GTB bekannten Biturbo-V8 mit 3,9 Liter Hubraum. Im GTC4Lusso T leistet der Motor 449 kW (610 PS). Im Gegensatz zum V12 mit Allradantrieb gibt es den V8 nur mit Hinterradantrieb.
Im Sommer 2020 stellte Ferrari die Produktion des GTC4Lusso ein. Ein direktes Nachfolgemodell wird es nicht geben.

## Technische Daten
| Ferrari                                     | GTC4Lusso T                       | GTC4Lusso                         |
| ------------------------------------------- | --------------------------------- | --------------------------------- |
| Motor                                       | 90° V8                            | 65° V12                           |
| Hubraum                                     | 3855 cm³                          | 6262 cm³                          |
| max. Leistung                               | 449 kW (610 PS) bei 7500/min      | 507 kW (690 PS) bei 8000/min      |
| max. Drehmoment                             | 760 Nm bei 3000–5250/min          | 697 Nm bei 5750/min               |
| Länge                                       | 4922 mm                           | 4922 mm                           |
| Breite                                      | 1980 mm                           | 1980 mm                           |
| Höhe                                        | 1383 mm                           | 1383 mm                           |
| Trockengewicht                              | 1740 kg                           | 1790 kg                           |
| Gewichtsverteilung                          | 46 % vorn, 54 % hinten            | 47 % vorn, 53 % hinten            |
| Leistungsgewicht                            | 2,85 kg/PS                        | 2,59 kg/PS                        |
| Antrieb, serienmäßig                        | Hinterradantrieb                  | Allradantrieb                     |
| Lenkung                                     | Allradlenkung                     | Allradlenkung                     |
| Getriebe                                    | 7-Gang-F1-Doppelkupplungsgetriebe | 7-Gang-F1-Doppelkupplungsgetriebe |
| Höchstgeschwindigkeit                       | 320 km/h                          | 335 km/h                          |
| Beschleunigung, 0 auf 100 km/h              | 3,5 s                             | 3,4 s                             |
| Beschleunigung, 0 auf 200 km/h              | 10,8 s                            | 10,5 s                            |
| Kraftstoffverbrauch auf 100 km (kombiniert) | 11,6 l Super Plus (>98 ROZ)       | 15,0 l Super Plus (>98 ROZ)       |
| CO2-Emission (kombiniert)                   | 265 g/km                          | 350 g/km                          |

## BR20
Im November 2021 präsentierte Ferrari noch das auf dem GTC4Lusso basierende Einzelstück BR20. Der Zweisitzer orientiert sich laut Ferrari optisch unter anderem am Ferrari 500 Superfast.